# Örekärr
Örekärr är en sjö i Kungsbacka kommun i Halland och ingår i Rolfsåns huvudavrinningsområde. Sjön är 5,9 meter djup, har en yta på 0,02 kvadratkilometer och befinner sig 85 meter över havet.